# Claudia Schiess
 (Isola Santa Cru, 26 novembre 1989) è una modella ecuadoriana, incoronata Miss Ecuador 2011 a Santo Domingo il 17 marzo 2011, dove ha battuto le altre diciotto rappresentanti provinciali in rappresentanza della provincia delle Galápagos, ottenendo quindi il diritto di rappresentare l'Ecuador a Miss Universo.
Di padre ecuadoregno e madre svizzera, prima di partecipare a Miss Ecuador 2011, la Schiess era stata incaricata dall'organizzazione di Miss Ecuador di rappresentare la nazione a Miss Supranational 2010, che si era tenuto il 28 agosto 2010 a Płock in Polonia.
In qualità di rappresentante ufficiale dell'Ecuador, Claudia Schiess ha partecipato al concorso di bellezza internazionale Miss Universo 2011, che si è tenuto a São Paulo, in Brasile il 12 settembre 2011.